# USS Truxtun (CGN-35)
La USS Truxtun (CGN-35) era un incrociatore missilistico a propulsione nucleare statunitense. Venne così battezzata in onore del commodoro Thomas Truxtun (1755-1822).
La Truxtun venne pianificata inizialmente come la 10 unità della classe Belknap, ma subì estese modifiche per venire equipaggiata con un propulsore nucleare. Viene quindi considerata come classe a sé. La Truxtun (CGN-35) è comunque l'unica unità della sua classe.
Inizialmente venne classificata come cacciatorpediniere, con numero di scafo DLGN-35, il 30 giugno 1975, venne riclassificata come incrociatore missilistico, (CGN-35). La stessa riclassificazione era stata fatta per la USS Bainbridge (CGN-35), sviluppo a propulsione nucleare della classe Leahy.